# Francesco Sarego
Francesco Sarego (ur. 1 sierpnia 1939 w Cologna Veneta) – włoski duchowny rzymskokatolicki posługujący w Papui-Nowej Gwinei, w latach 1996–2016 biskup Goroka.

## Życiorys
Święcenia kapłańskie przyjął 20 sierpnia 1986. 6 grudnia 1995 został prekonizowany biskupem Goroka. Sakrę biskupią otrzymał 27 kwietnia 1996. 9 czerwca 2016 przeszedł na emeryturę.